# Acacia alexandri
Acacia alexandri är en ärtväxtart som beskrevs av Bruce R. Maslin. Acacia alexandri ingår i släktet akacior, och familjen ärtväxter. Inga underarter finns listade i Catalogue of Life.